# Floccus
Floccus är en molnart som förkortas flo. Den förekommer hos huvudmolnslagen cirrus, cirrocumulus och altocumulus. Den kan även ibland förekomma hos stratocumulus.
Floccus består av små molnelement med tofs- eller cumulusliknande utseende. Nederdelen av molnelementen är mer eller mindre sönderriven och ofta försedd med fallstrimmor (virga).

## Cirrus floccus
Förkortning: Ci flo. Cirrus floccus skiljer sig från cirrocumulus floccus i att molnelementen är mindre än 1° från varandra när molnen betraktas från en vinkel mer än 30° över horisonten. 

## Cirrocumulus floccus
Förkortning: Cc flo. Cirrocumulus floccus är ibland resultatet av den gemensamma basen hos upplöst cirrocumulus castellanus.

## Altocumulus floccus
Förkortning: Ac flo. Altocumulus floccus är ibland resultatet av den gemensamma basen hos upplöst altocumulus castellanus.

### Webbkällor
- American Meteorological Society: Glossary of Meteorology: floccus